# ماونتن سیتی (تگزاس)
ماونتن سیتی، تگزاس (به انگلیسی: Mountain City, Texas) یک شهر در ایالات متحده آمریکا با جمعیت ۶۷۱ نفر است که در تگزاس واقع شده‌است.

## موقعیت جغرافیایی
موقعیت جغرافیایی شهرها و مناطق اطراف به شرح زیر است: